# Županja
Županja es una ciudad de Croacia en el condado de Vukovar-Sirmia.

## Geografía
Se encuentra a una altitud de 81 m s. n. m. a 252 km de la capital nacional, Zagreb.

## Demografía
En el censo 2011 el total de población de la ciudad fue de 12 090 habitantes. No tiene localidades dependientes.
| Gráfica de población de Županja 1857-2011                           |
|                                                                     |
| Según los censos de población de la oficina estadística de Croacia. |